# بلاول بوتو زرداری

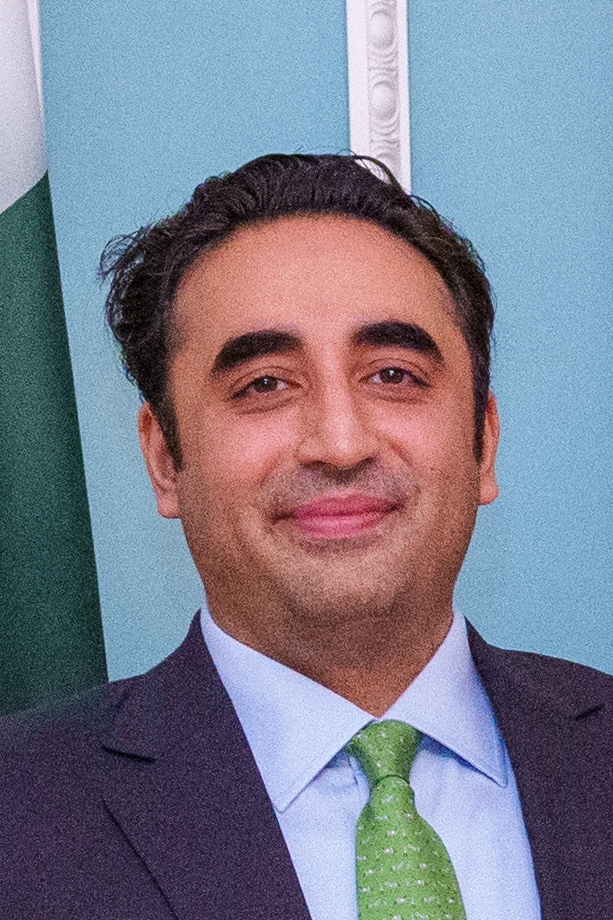
زرداری در سال ۲۰۲۲

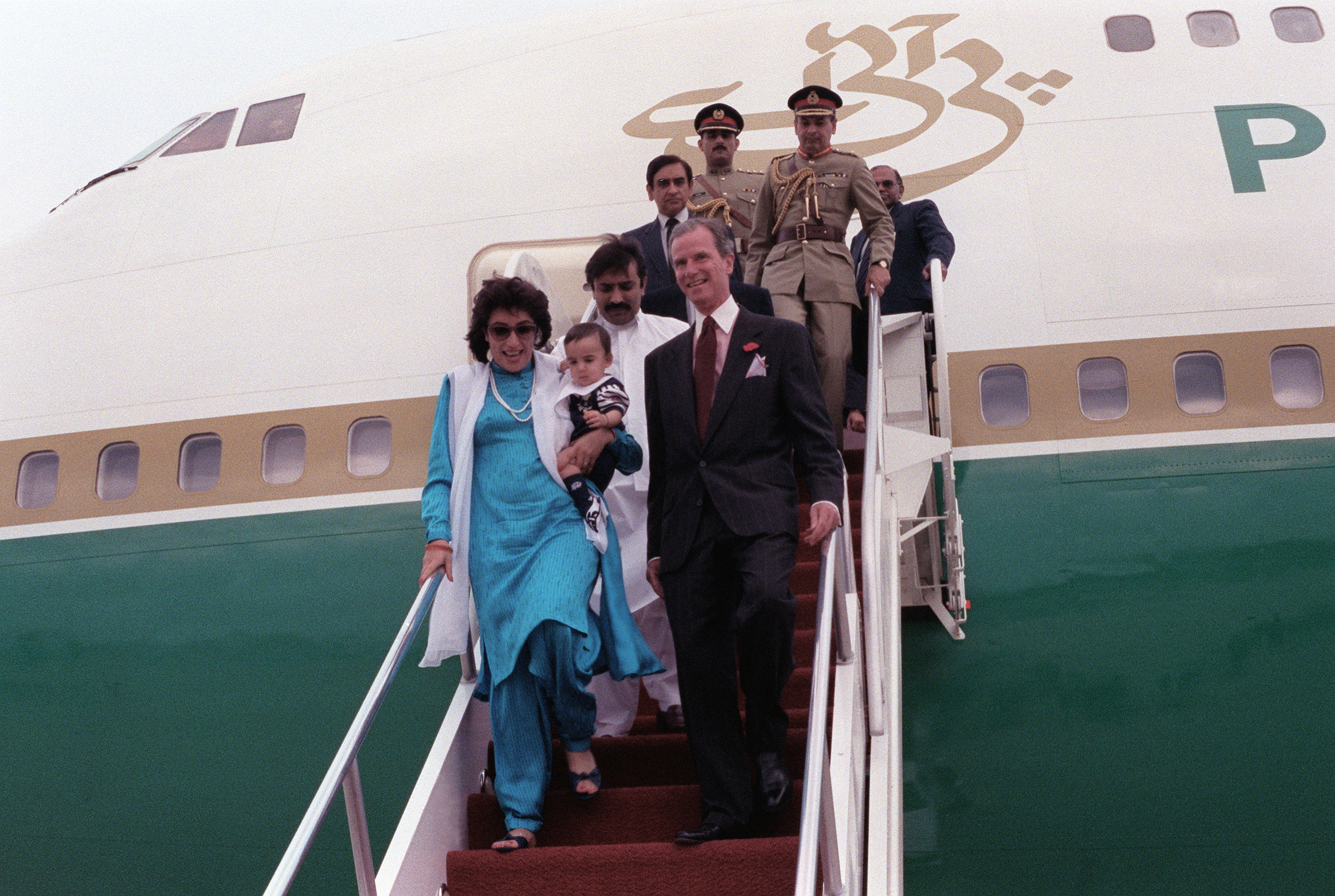
بلاوال در نه ماهگی در آغوش مادرش

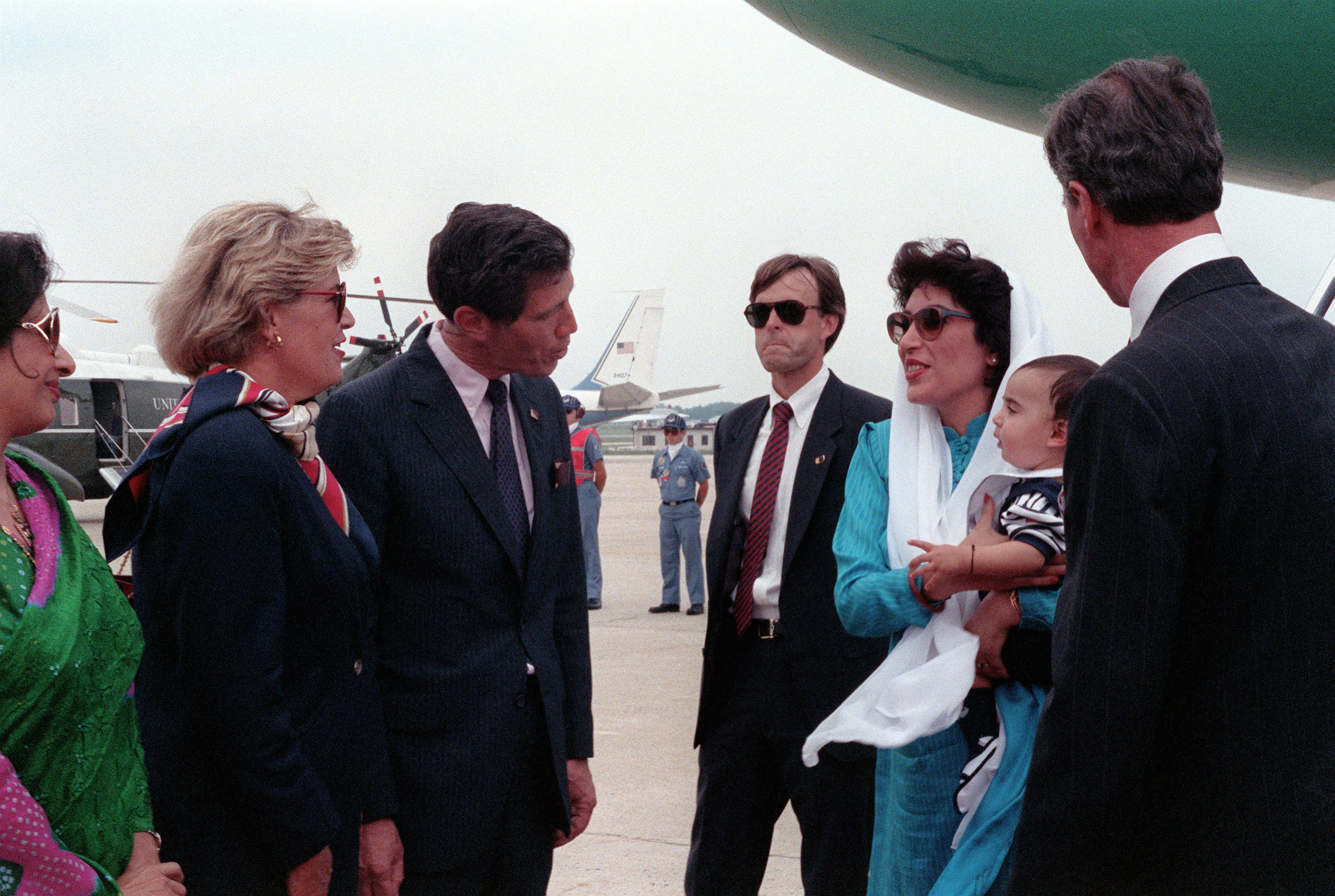
بلاوال در نه ماهگی در آغوش مادرش

بلاول بوتو زرداری (به اردو: بلاول بهٹو زرداری) (زاده ۲۱ سپتامبر ۱۹۸۸ در کراچی) سیاستمدار پاکستانی است که از آوریل ۲۰۲۲ تا اوت ۲۰۲۳ به‌عنوان ۳۷مین وزیر امور خارجه پاکستان فعالیت می‌کرد. او رهبر کنونی حزب مردم پاکستان (از ۳۰ دسامبر ۲۰۰۷) و فرزند بی‌نظیر بوتو نخست‌وزیر پیشین پاکستان و آصف علی زرداری رئیس‌جمهور سابق پاکستان است.
وی تحصیلات ابتدائی خود را در دبی به پایان رساند و سپس دانشجوی رشته تاریخ دانشگاه آکسفورد در لندن شد. او در سال ۲۰۱۰ فارغ‌التحصیل شد و در سال ۲۰۱۱ به پاکستان بازگشت.
وی از ۲۷ آوریل ۲۰۲۲، هفتم اردیبهشت ماه ۱۴۰۱  وزیر امور خارجه پاکستان است.